# Турани
Турани (словац. Turany) — місто, громада округу Мартін, Жилінський край, регіон Турєц. Кадастрова площа громади — 46,75 км².
Населення 4271 особа (станом на 31 грудня 2018 року).

## Історія
Турани згадуються 1319 року.

## Географія
Протікає річка Студенець

## Населення
| Рік:            | 1994. | 2004.   | 2014.   | 2024.   |
| --------------- | ----- | ------- | ------- | ------- |
| Кількість осіб: | 4630  | 4406    | 4332    | 4085    |
| Різниця:        |       | -4,83 % | -1,67 % | -5,70 % |

| Рік:            | 2023. | 2024.   |
| --------------- | ----- | ------- |
| Кількість осіб: | 4107  | 4085    |
| Різниця:        |       | -0,53 % |